# Friedrich Adolph Hornemann

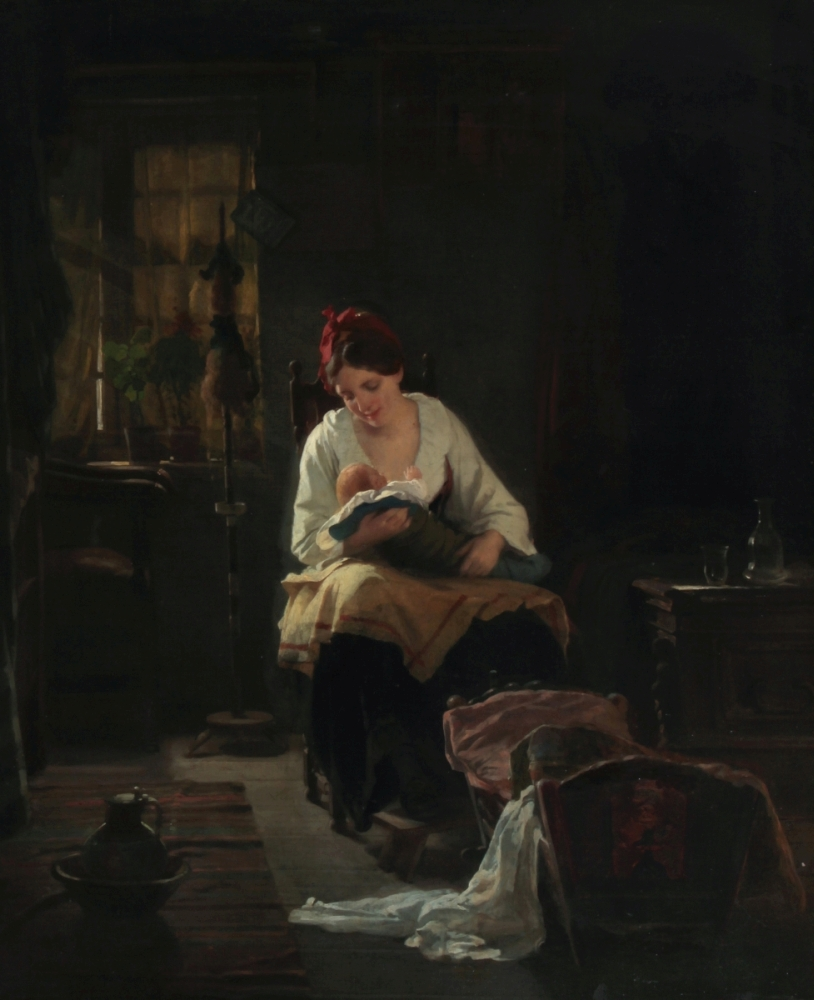
Mutter mit Kleinkind in der Stube, zwischen 1866 und 1891

Friedrich Adolph Hornemann, auch Adolph / Adolf Hornemann (* 19. Mai 1813 in Hannover; † 22. Dezember 1890 in Düsseldorf), war ein deutscher Maler und Lithograf der Düsseldorfer Malerschule.

## Leben
Friedrich Adolph Hornemann war der Sohn des Kupferstechers Christian Friedrich Hornemann, der durch ein Porträt des Generals Carl von Alten bekannt wurde.
Hornemann studierte an der Polytechnischen Schule in Hannover und ging 1832 nach München. Seit 1834 studierte er an der dortigen Kunstakademie. Er wurde Schüler von Julius Schnorr von Carolsfeld und Peter Cornelius; Letzterem assistierte er bei der Ausmalung der Ludwigskirche.
Am 24. September 1843 heiratete Hornemann Maria Josepha Ema Sophia Maximiliana Franziska Freiin von Pechmann, eine Tochter des bayerischen Politikers Johann von Pechmann.
1846 zog Hornemann nach Hamburg, von wo aus er mehrere Studienreisen nach Frankreich und Russland unternahm. In Sankt Petersburg wurde er 1861 zum Ehrenmitglied der Russischen Kaiserlichen Kunstakademie ernannt.
1854 malte Günther Gensler das Gruppenporträt Feierabend in der Künstlerwerkstätte, das Friedrich Adolph Hornemann, Martin Gensler, Hermann Kauffmann und Emil Gottlieb Schuback zeigte. Gensler schenkte es 1858 dem Museum der bildenden Künste in Leipzig. Es wurde vermutlich am alten Standort des Museums am Augustusplatz bei einem britischen Luftangriff am 4. Dezember 1943 zerstört, weil es nicht zu dem Großteil der Sammlung gehörte, der vorher ausgelagert wurde. Das Gemälde ist heute bei der Koordinierungsstelle für Kulturgutverluste Lost Art gelistet.
1856 reiste Hornemann nach Paris und war ab 1857 wieder in Hamburg. 1864 heiratete er Anna Elisabeth Moller (* 1823) aus dem Hanseatengeschlecht Moller vom Baum, Tochter des Kaufmanns Johannes Moller (1770–1839) und Enkelin des Kaufmanns Ulrich Moller. Einer ihrer Cousins war Johann Friedrich Albrecht August Meyer. 1866 wurde sein Sohn Hans Adolf Hornemann in Hamburg geboren, der auch Maler wurde, in Düsseldorf sowie in München studierte und 1916 in Düsseldorf starb.
Ab 1867 wohnte Hornemann in Düsseldorf. Seit 1870 gehört er dem Künstlerverein Malkasten an. Er war zudem Mitglied im Hamburger Künstlerverein von 1832 und in der Allgemeinen Deutschen Kunstgenossenschaft.

## Werke (Auswahl)
- 1838: Selbstbildnis an der Staffelei, Niedersächsisches Landesmuseum, Hannover
- Porträt-Stich des Grafen Carl von Alten, abgebildet in den Hannoverschen Geschichtsblättern, Neue Folge 18 (1915), nach S. 308
- Ansichten der adeligen Güter Holstein’s, der Canzlei-Güter und der adeligen Klöster, 2 Bände mit 153 Lithografien, Charles Fuchs, Hamburg, 1850.